# Ouragan Bret (1999)
Pour les articles homonymes, voir Cyclone tropical Bret (homonymie).
L'ouragan Bret est le troisième cyclone tropical, la deuxième tempête tropicale, le premier ouragan et le premier ouragan majeur de la saison cyclonique 1999 dans l'océan Atlantique nord. Elle est également l'un des cinq ouragans de Catégorie 4 de la saison, au côté de l'ouragan Cindy, l'ouragan Floyd, l'ouragan Gert et l'ouragan Lenny. Elle fut active du 18 août au 25 août 1999.

## Évolution météorologique
Une onde tropicale rejoint l'océan Atlantique le 5 août. Elle se déplace globalement vers l'ouest, dans le flux des alizés. Après son arrivée en mer des Caraïbes. Parallèlement, une circulation cyclonique d'altitude se déplace vers l'ouest dans le nord de la mer des Caraïbes. Les deux interagissent favorablement, et initie la formation d'une faible dépression de surface accompagné d'une activité convective. Le complexe circule au-dessus du Yucatán dans la nuit du 17 ou 18 août. Il passe notamment dans les environs de Merida durant les premières heures du 18 août. Poursuivant son déplacement à l'ouest, en glissant sur le flanc sud d'un anticyclone de l'étage moyen positionné sur le sud et le centre des États-Unis, la dépression arrive en Baie de Campêche le même jour. La dépression tropicale Trois se forme finalement le 18 août à 18 h UTC.